# Champmartin
Champmartin (toponimo francese) è una frazione del comune svizzero di Cudrefin, nel Canton Vaud (distretto della Broye-Vully).

## Storia

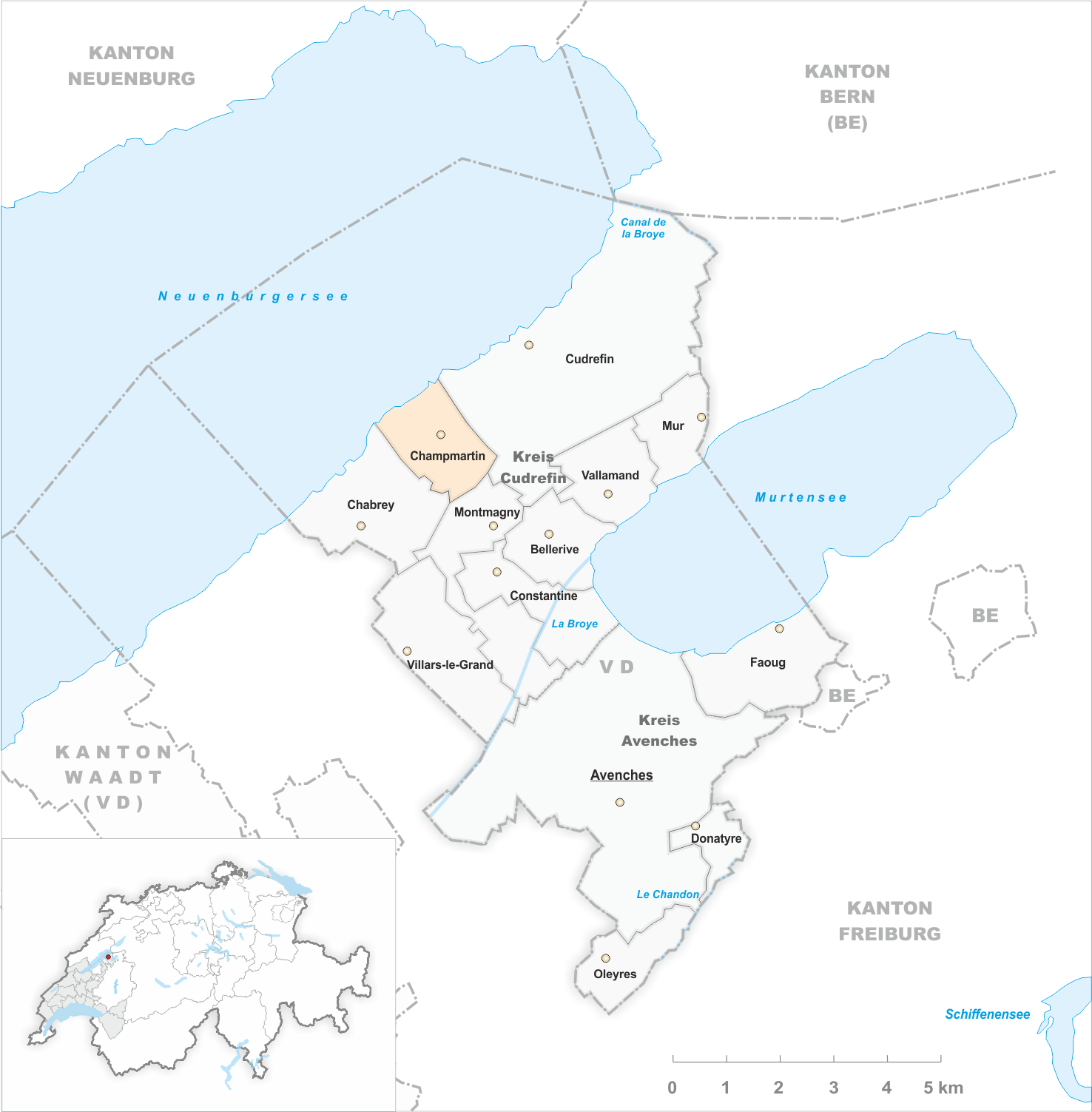
Il territorio del comune di Champmartin prima degli accorpamenti comunali del 2002

Già comune autonomo che si estendeva per 2,6 km² e che apparteneva al distretto di Avenches, nel 2002 è stato accorpato al comune di Cudrefin.

## Società

### Evoluzione demografica
L'evoluzione demografica è riportata nella seguente tabella:
Abitanti censiti

## Amministrazione
Ogni famiglia originaria del luogo fa parte del cosiddetto comune patriziale e ha la responsabilità della manutenzione di ogni bene ricadente all'interno dei confini della frazione.